# Elyan le Blanc

Blason d'Elyan le Blanc.

Sire Elyan le Blanc, Helyan le Blanc ou Hélain le Blanc est le fils de Sire Bohort et est un chevalier de la Table ronde dans la légende arthurienne. Sa mère est Claire, la fille du roi Brandegoris, laquelle a utilisé un anneau magique afin de séduire Bohort; il est parfois mentionné qu'il s'agit de la seule fois où Bohort a brisé son vœu de chasteté. Plus tard, Elyan fut accepté comme membre de la Table ronde, où il fut reconnu comme étant un excellent chevalier. Comme son père et le reste de sa famille, Elyan vient en aide à son cousin Lancelot pour sauver Guenièvre après que leur liaison fut dévoilée, et se joint à son exil,.
Claire, la mère d'Elyan, est la sœur de Sire Sagramore; leur mère est la fille de l'empereur romain d'Orient. Selon le cycle Lancelot-Graal, Elyan devint finalement empereur de Constantinople lui-même.